# حمام سباحة بلدية مليلية
حمام سباحة بلدية مليلية هو منشأة رياضية تقع غرب مليلية . ويتكون من مسبحين داخليين أحدهما بمساحة 25 مترًا والآخر للأطفال. تدار من قبل مدينة مليلية المتمتعة بالحكم الذاتي .  

## تاريخ
تم افتتاحه عام 1990 وتم توسيعه فيما بعد. في ذلك الوقت كان بها حوض سباحة واحد بطول 25 مترًا. 